# Volvo V90 (2016)
| Sterne im Euro-NCAP-Crashtest |

Der Volvo V90 ist ein Kombi-Pkw des schwedischen Automobilherstellers Volvo.

## Geschichte
Die Weltpremiere des V90 fand im März 2016 auf dem Genfer Auto-Salon statt. Die Markteinführung erfolgte im September 2016, eine Hybridversion folgte im Mai 2017. Der V90 ersetzt im Produktportfolio des Autoherstellers den bis 2016 produzierten V70. Wie dieser erhielt auch der V90 eine SUV-Version mit höhergelegtem Fahrwerk, den V90 Cross Country. Dessen Markteinführung war im Februar 2017. Er ist in den Versionen T5 AWD, T6 AWD, D4 AWD und D5 AWD erhältlich.
Im Februar 2020 präsentierte Volvo eine überarbeitete Version der Baureihe.
Die Limousine kam als Volvo S90 im Sommer 2016 mit denselben Motorisierungen auf den europäischen Markt.

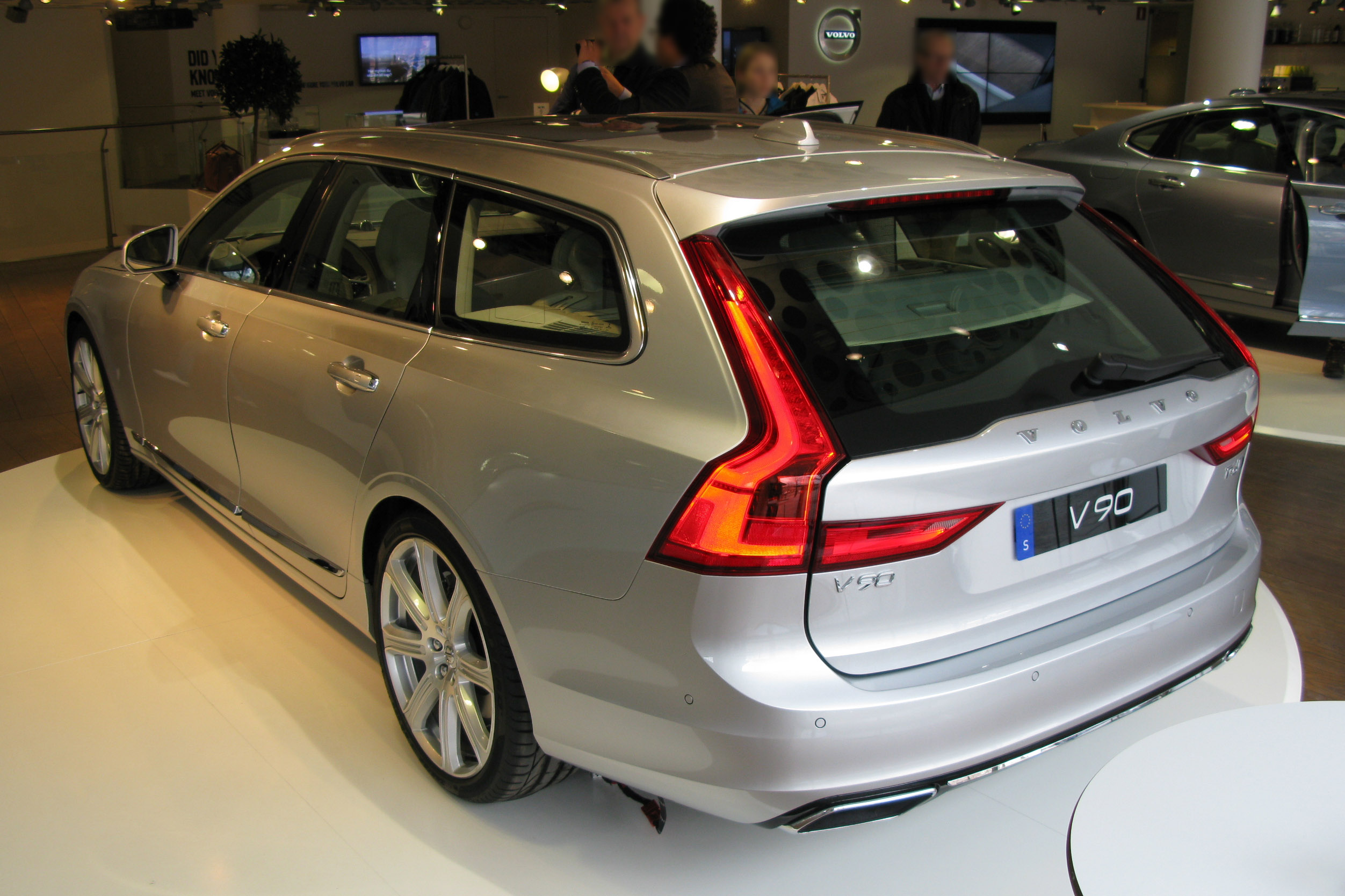
Heckansicht
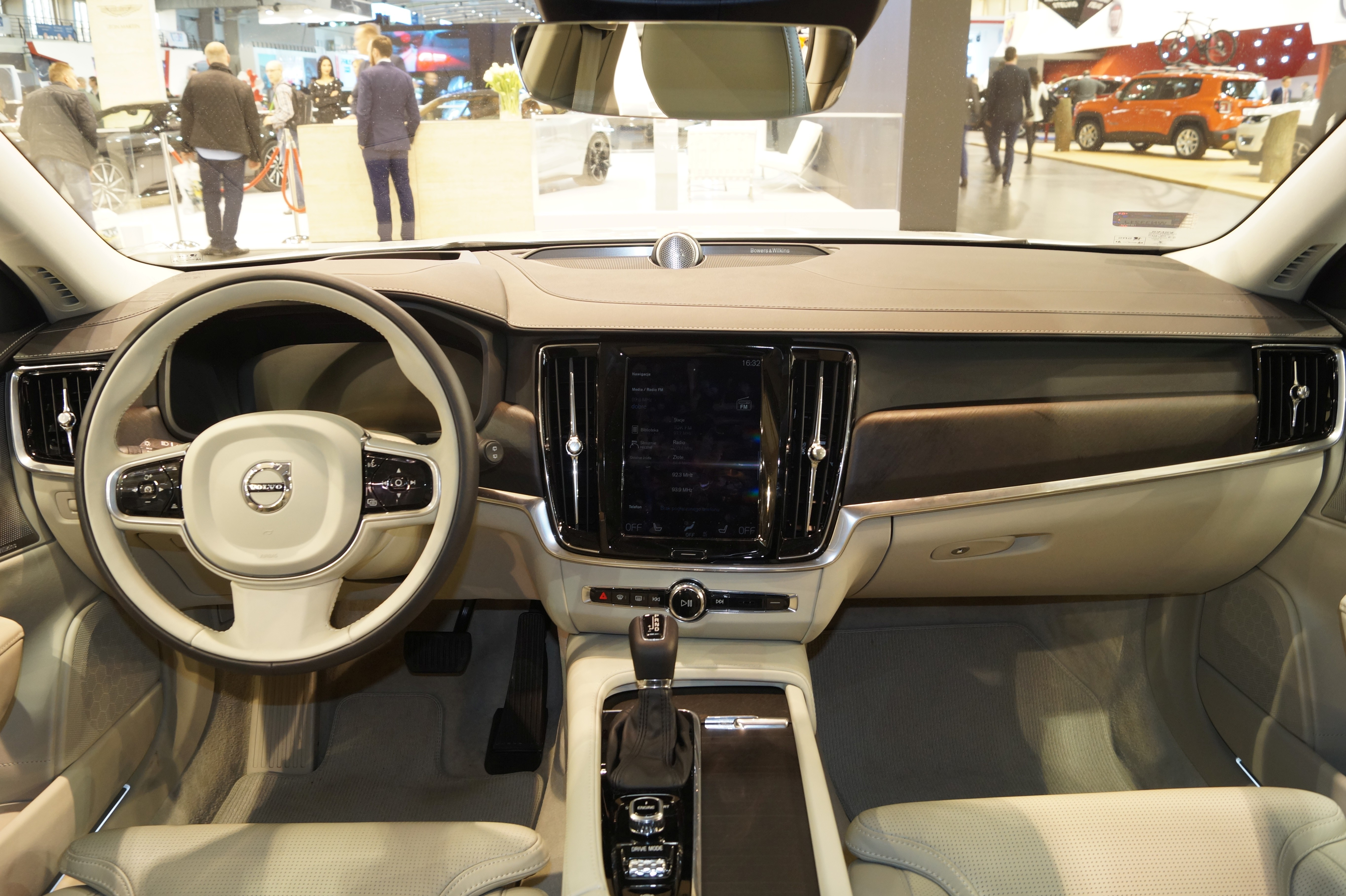
Innenraum vorn
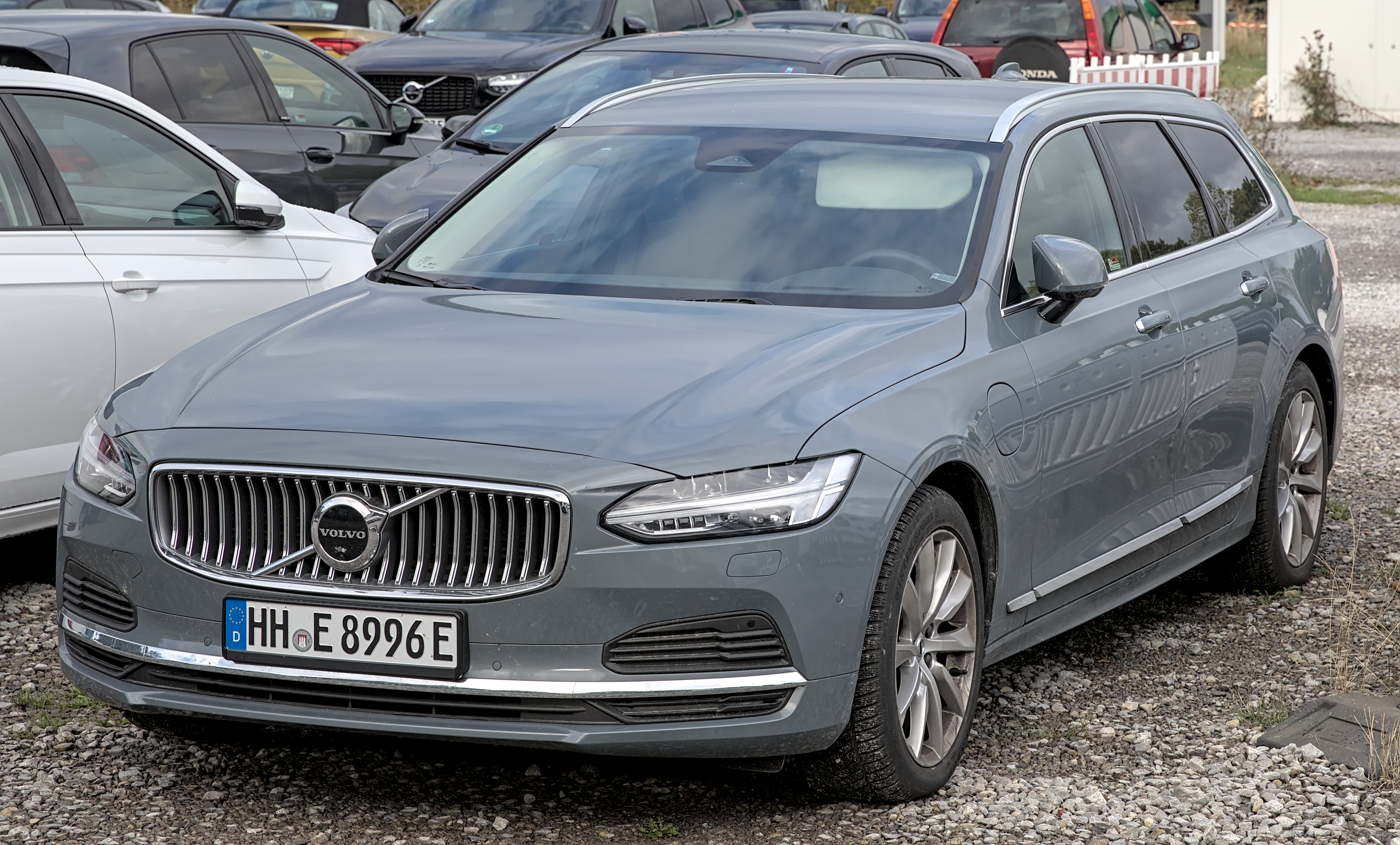
Volvo V90 (seit 2020)
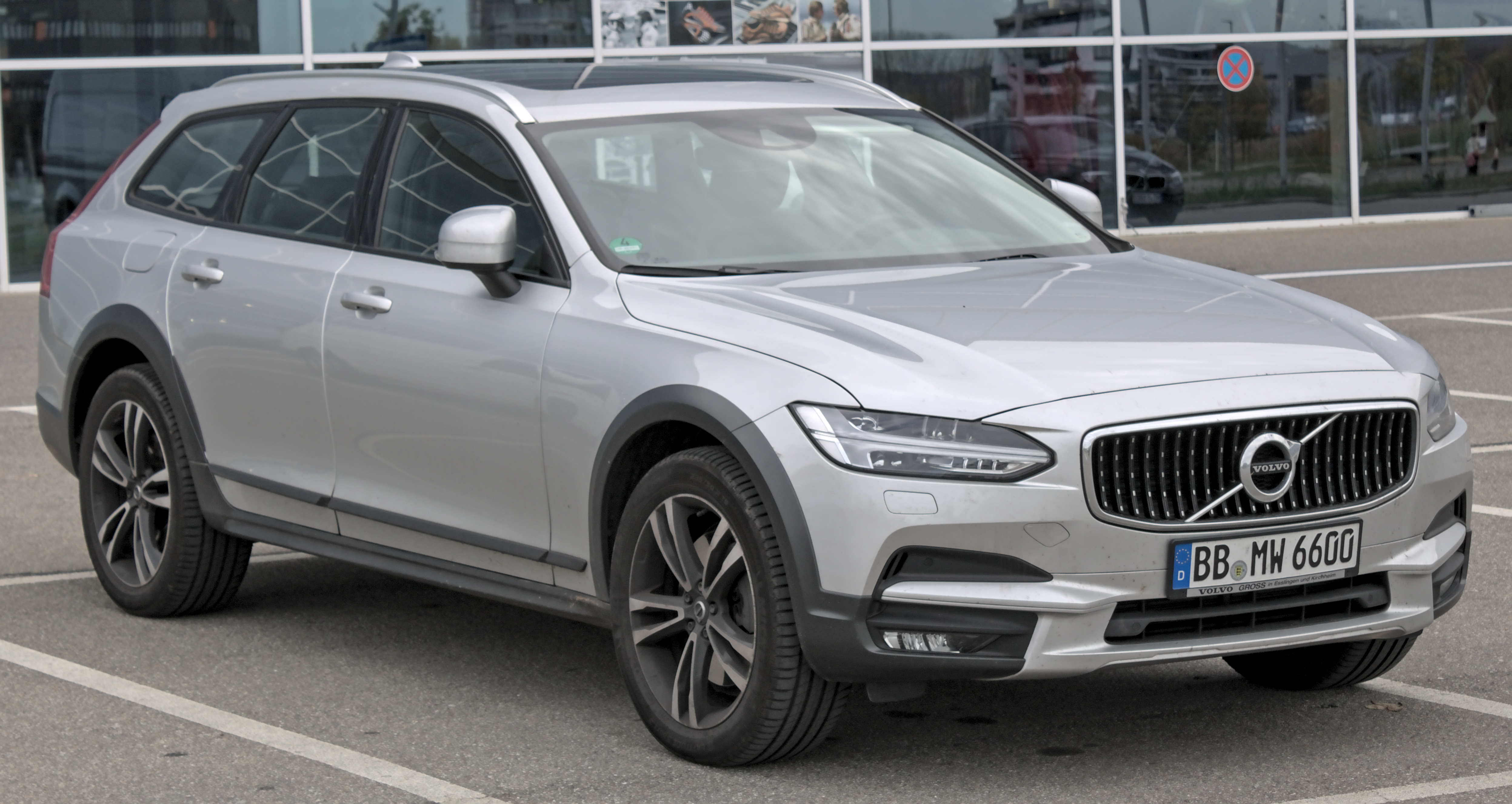
Cross Country
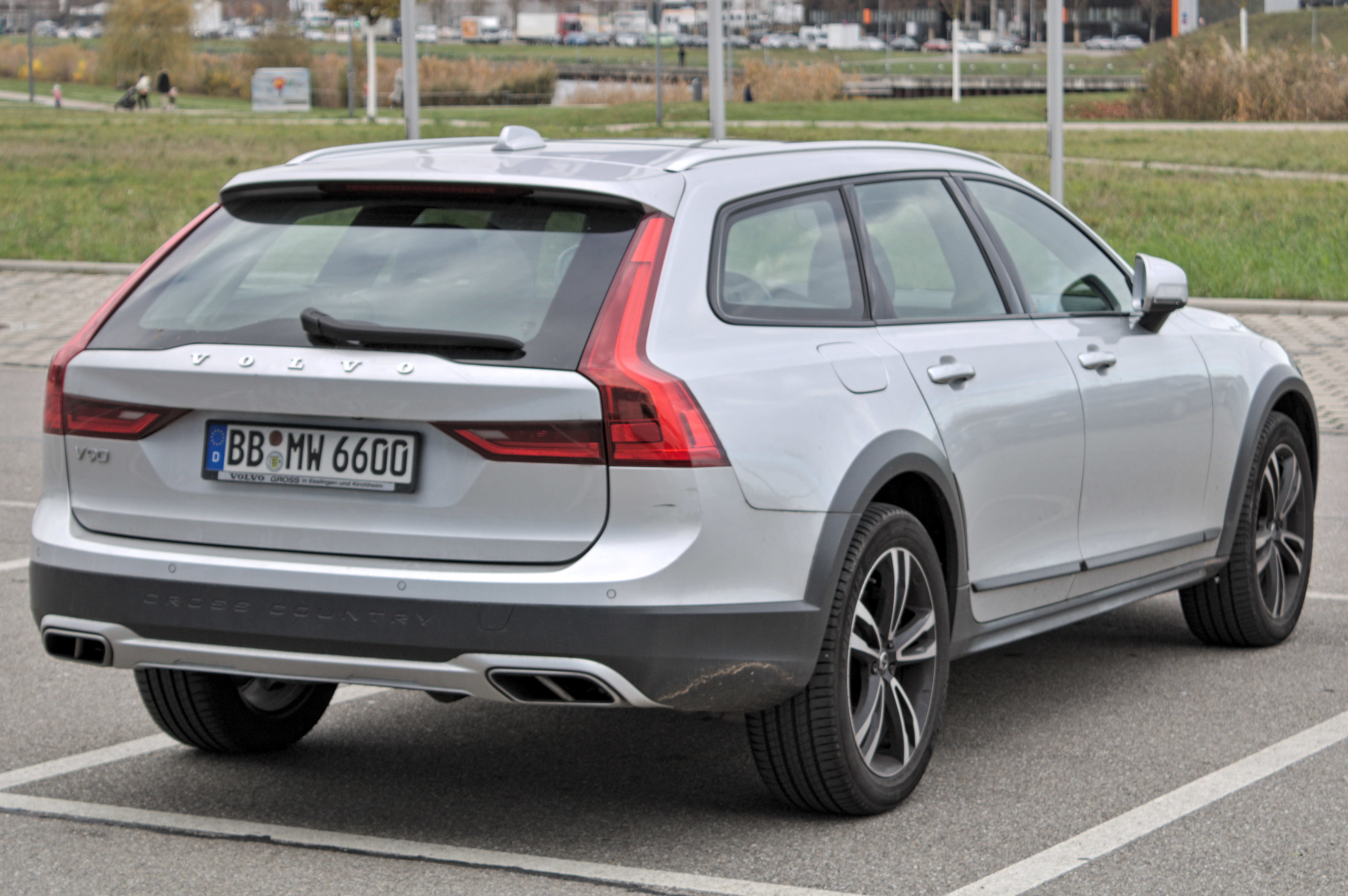
Heckansicht
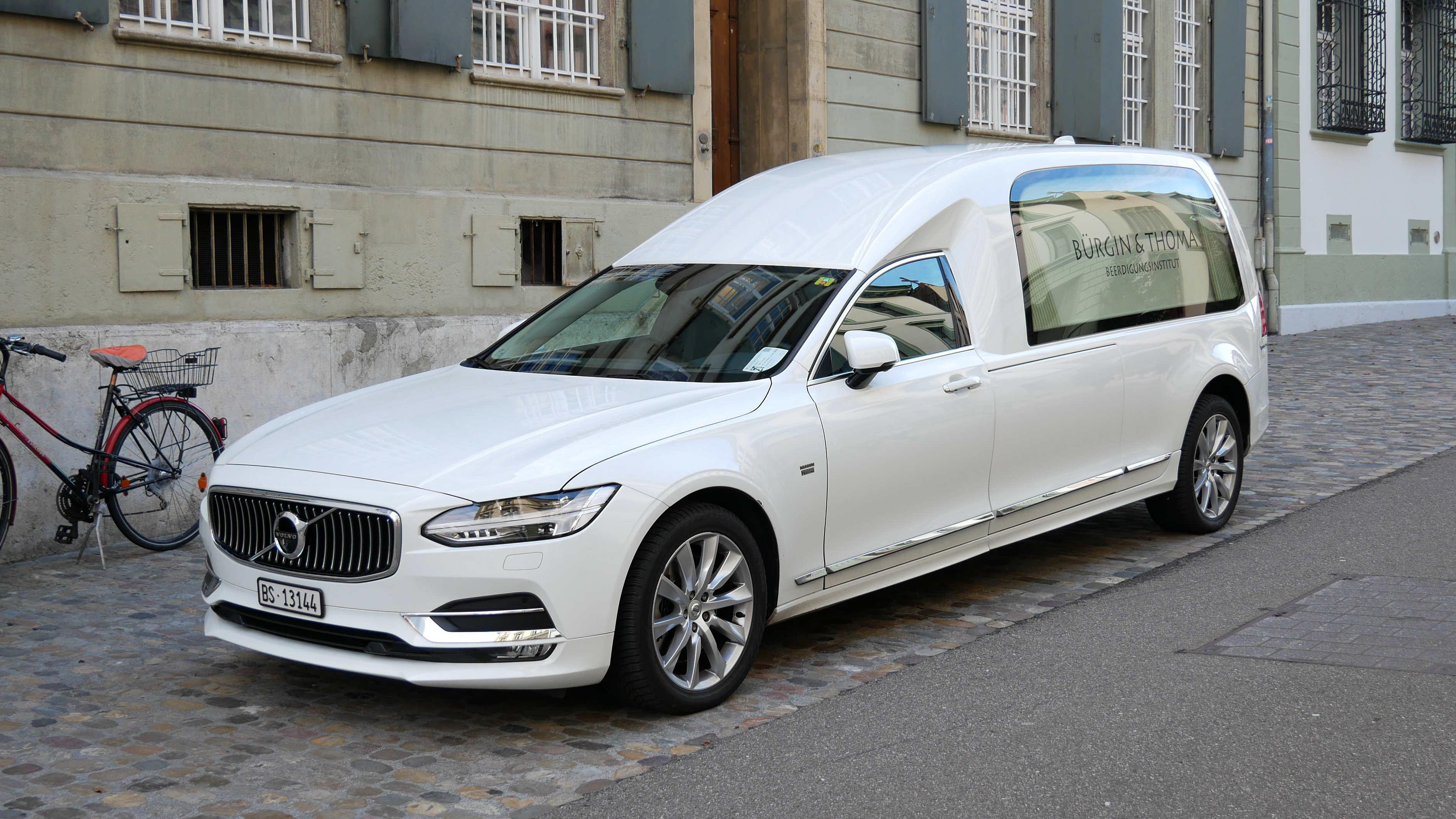
Bestattungswagen-Variante

## Technik
Der V90 basiert wie die entsprechende Limousine S90 auf der skalierbaren Produkt-Architektur (SPA)-Plattform. Hinten hat er eine Mehrlenkerachse, auf Wunsch mit Luftfederung.

### Technische Daten
Der Kofferraum fasst 560 Liter; nach Umklappen der Rückbank sind es bis zu 1526 Liter.

#### Ottomotoren
|                                                                   | T4                                                            | T4 Polestar Performance                                       | T5                                                            | T5                                                            | T5 Polestar Performance                                       | T6 AWD                                                        | T6 AWD                                                        | T6 Polestar Performance                                       | B4                                                                         | B5                                                                         | B5 AWD                                                                     | B6 AWD                                                                     | T6 TWIN ENGINE AWD                                                                          | T6 Recharge AWD                                                                             | T8 TWIN ENGINE AWD                                                                          | T8 TWIN ENGINE AWD                                                                          | T8 TWIN ENGINE AWD Polestar Performance                                                     | T8 Recharge AWD                                                                             |
| ----------------------------------------------------------------- | ------------------------------------------------------------- | ------------------------------------------------------------- | ------------------------------------------------------------- | ------------------------------------------------------------- | ------------------------------------------------------------- | ------------------------------------------------------------- | ------------------------------------------------------------- | ------------------------------------------------------------- | -------------------------------------------------------------------------- | -------------------------------------------------------------------------- | -------------------------------------------------------------------------- | -------------------------------------------------------------------------- | ------------------------------------------------------------------------------------------- | ------------------------------------------------------------------------------------------- | ------------------------------------------------------------------------------------------- | ------------------------------------------------------------------------------------------- | ------------------------------------------------------------------------------------------- | ------------------------------------------------------------------------------------------- |
| Bauzeitraum:                                                      | 10/2017–03/2020                                               | 03/2019–03/2020                                               | 10/2017–03/2020                                               | 09/2016–10/2017                                               | 10/2018–03/2020                                               | 10/2017–03/2020                                               | 09/2016–10/2017                                               | 10/2018–03/2020                                               | 03/2020–12/2024                                                            | 03/2020–10/2022                                                            | 03/2020–12/2024                                                            | 03/2020–12/2021                                                            | 03/2020–09/2021                                                                             | seit 09/2021                                                                                | 03/2018–09/2021                                                                             | 05/2017–03/2018                                                                             | 10/2018–09/2021                                                                             | seit 09/2021                                                                                |
| Motortyp:                                                         | Vierzylinder-Ottomotor in Reihenbauart und Direkteinspritzung | Vierzylinder-Ottomotor in Reihenbauart und Direkteinspritzung | Vierzylinder-Ottomotor in Reihenbauart und Direkteinspritzung | Vierzylinder-Ottomotor in Reihenbauart und Direkteinspritzung | Vierzylinder-Ottomotor in Reihenbauart und Direkteinspritzung | Vierzylinder-Ottomotor in Reihenbauart und Direkteinspritzung | Vierzylinder-Ottomotor in Reihenbauart und Direkteinspritzung | Vierzylinder-Ottomotor in Reihenbauart und Direkteinspritzung | Vierzylinder-Ottomotor in Reihenbauart und Direkteinspritzung, Mild-Hybrid | Vierzylinder-Ottomotor in Reihenbauart und Direkteinspritzung, Mild-Hybrid | Vierzylinder-Ottomotor in Reihenbauart und Direkteinspritzung, Mild-Hybrid | Vierzylinder-Ottomotor in Reihenbauart und Direkteinspritzung, Mild-Hybrid | Plug-in-Hybrid (Otto/Elektro) Vierzylinder-Ottomotor in Reihenbauart und Direkteinspritzung | Plug-in-Hybrid (Otto/Elektro) Vierzylinder-Ottomotor in Reihenbauart und Direkteinspritzung | Plug-in-Hybrid (Otto/Elektro) Vierzylinder-Ottomotor in Reihenbauart und Direkteinspritzung | Plug-in-Hybrid (Otto/Elektro) Vierzylinder-Ottomotor in Reihenbauart und Direkteinspritzung | Plug-in-Hybrid (Otto/Elektro) Vierzylinder-Ottomotor in Reihenbauart und Direkteinspritzung | Plug-in-Hybrid (Otto/Elektro) Vierzylinder-Ottomotor in Reihenbauart und Direkteinspritzung |
| Motoraufladung:                                                   | Turbolader                                                    | Turbolader                                                    | Turbolader                                                    | Turbolader                                                    | Turbolader                                                    | Turbolader und Kompressor                                     | Turbolader und Kompressor                                     | Turbolader und Kompressor                                     | Turbolader                                                                 | Turbolader                                                                 | Turbolader                                                                 | Turbolader und Kompressor                                                  | Turbolader und Kompressor                                                                   | Turbolader und Kompressor                                                                   | Turbolader und Kompressor                                                                   | Turbolader und Kompressor                                                                   | Turbolader und Kompressor                                                                   | Turbolader und Kompressor                                                                   |
| Hubraum:                                                          | 1969 cm³                                                      | 1969 cm³                                                      | 1969 cm³                                                      | 1969 cm³                                                      | 1969 cm³                                                      | 1969 cm³                                                      | 1969 cm³                                                      | 1969 cm³                                                      | 1969 cm³                                                                   | 1969 cm³                                                                   | 1969 cm³                                                                   | 1969 cm³                                                                   | 1969 cm³                                                                                    | 1969 cm³                                                                                    | 1969 cm³                                                                                    | 1969 cm³                                                                                    | 1969 cm³                                                                                    | 1969 cm³                                                                                    |
| max. Leistung bei min−1:                                          | 140 kW (190 PS) bei 5000/min                                  | 155 kW (210 PS) bei 5000/min                                  | 184 kW (250 PS) bei 5500/min                                  | 187 kW (254 PS) bei 5500/min                                  | 186 kW (253 PS) bei 5500/min                                  | 228 kW (310 PS) bei 5700/min                                  | 235 kW (320 PS) bei 5700/min                                  | 240 kW (326 PS) bei 5700/min                                  | 145 kW (197 PS) bei 4800–5400/min                                          | 184 kW (250 PS) bei 5400–5700/min                                          | 184 kW (250 PS) bei 5400–5700/min                                          | 220 kW (300 PS) bei 5700/min                                               | 186 kW (253 PS) bei 5500/min + 65 kW (87 PS)                                                | 186 kW (253 PS) bei 5500/min + 107 kW (145 PS)                                              | 223 kW (303 PS) bei 6000/min + 65 kW (87 PS)                                                | 235 kW (320 PS) bei 5700/min + 65 kW (87 PS)                                                | 233 kW (318 PS) bei 6000/min + 65 kW (87 PS)                                                | 228 kW (310 PS) bei 6000/min + 107 kW (145 PS)                                              |
| max. Drehmoment bei min−1:                                        | 300 Nm bei 1600–4000/min                                      | 360 Nm bei 1600–4000/min                                      | 350 Nm bei 1800–4800/min                                      | 350 Nm bei 1500–4800/min                                      | 400 Nm bei 1800–4800/min                                      | 400 Nm bei 2200–5100/min                                      | 400 Nm bei 2200–5400/min                                      | 430 Nm bei 2200–5100/min                                      | 300 Nm bei 1500–4200/min                                                   | 350 Nm bei 1800–4800/min                                                   | 350 Nm bei 1800–4800/min                                                   | 420 Nm bei 2100–4800/min                                                   | 350 Nm bei 1700–5000/min + 240 Nm                                                           | 350 Nm bei 2500–5000/min + 309 Nm                                                           | 400 Nm bei 2200–4800/min + 240 Nm                                                           | 400 Nm bei 2200–5400/min + 240 Nm                                                           | 430 Nm bei 2200–4800/min + 240 Nm                                                           | 400 Nm bei 3000–4800/min + 309 Nm                                                           |
| Antriebsart, serienmäßig:                                         | Frontantrieb                                                  | Frontantrieb                                                  | Frontantrieb                                                  | Frontantrieb                                                  | Frontantrieb                                                  | Allradantrieb (AWD)                                           | Allradantrieb (AWD)                                           | Allradantrieb (AWD)                                           | Frontantrieb                                                               | Frontantrieb                                                               | Allradantrieb (AWD)                                                        | Allradantrieb (AWD)                                                        | Allrad abhängig vom Fahrmodus                                                               | Allrad abhängig vom Fahrmodus                                                               | Allrad abhängig vom Fahrmodus                                                               | Allrad abhängig vom Fahrmodus                                                               | Allrad abhängig vom Fahrmodus                                                               | Allrad abhängig vom Fahrmodus                                                               |
| Antriebsart, optional:                                            | —                                                             | —                                                             | —                                                             | —                                                             | —                                                             | —                                                             | —                                                             | —                                                             | —                                                                          | —                                                                          | —                                                                          | —                                                                          | —                                                                                           | —                                                                                           | —                                                                                           | —                                                                                           | —                                                                                           | —                                                                                           |
| Getriebe, serienmäßig:                                            | 8-Gang-Automatik (Geartronic)                                 | 8-Gang-Automatik (Geartronic)                                 | 8-Gang-Automatik (Geartronic)                                 | 8-Gang-Automatik (Geartronic)                                 | 8-Gang-Automatik (Geartronic)                                 | 8-Gang-Automatik (Geartronic)                                 | 8-Gang-Automatik (Geartronic)                                 | 8-Gang-Automatik (Geartronic)                                 | 8-Gang-Automatik (Geartronic)                                              | 8-Gang-Automatik (Geartronic)                                              | 8-Gang-Automatik (Geartronic)                                              | 8-Gang-Automatik (Geartronic)                                              | 8-Gang-Automatik (Geartronic)                                                               | 8-Gang-Automatik (Geartronic)                                                               | 8-Gang-Automatik (Geartronic)                                                               | 8-Gang-Automatik (Geartronic)                                                               | 8-Gang-Automatik (Geartronic)                                                               | 8-Gang-Automatik (Geartronic)                                                               |
| Getriebe, optional:                                               | —                                                             | —                                                             | —                                                             | —                                                             | —                                                             | —                                                             | —                                                             | —                                                             | —                                                                          | —                                                                          | —                                                                          | —                                                                          | —                                                                                           | —                                                                                           | —                                                                                           | —                                                                                           | —                                                                                           | —                                                                                           |
| Höchstgeschwindigkeit:                                            | 210 km/h                                                      | 210 km/h                                                      | 230 km/h                                                      | 230 km/h                                                      | 230 km/h                                                      | 250 km/h                                                      | 250 km/h                                                      | 250 km/h                                                      | 180 km/h                                                                   | 180 km/h                                                                   | 180 km/h                                                                   | 180 km/h                                                                   | 180 km/h                                                                                    | 180 km/h                                                                                    | 250 km/h 1                                                                                  | 250 km/h                                                                                    | 250 km/h 1                                                                                  | 180 km/h                                                                                    |
| Beschleunigung, 0–100 km/h:                                       | 8,9 s                                                         | 8,9 s                                                         | 7,0 s                                                         | 7,0 s                                                         | 7,0 s                                                         | 6,1 s                                                         | 6,1 s                                                         | 6,1 s                                                         | 7,9 s                                                                      | 6,9 s                                                                      | 7,4 s                                                                      | 6,2 s                                                                      | 5,9 s                                                                                       | 5,5 s                                                                                       | 5,3 s                                                                                       | 4,8 s                                                                                       | 5,3 s                                                                                       | 4,8 s                                                                                       |
| Leergewicht:                                                      | 1851 kg                                                       | 1851 kg                                                       | 1861 kg                                                       | 1832 kg                                                       | 1861 kg                                                       | 1956 kg                                                       | 1922 kg                                                       | 1956 kg                                                       | 1826 kg                                                                    | 1826 kg                                                                    | 1946 kg                                                                    | 1933 kg                                                                    | 2100 kg                                                                                     | 2096 kg                                                                                     | 2150 kg                                                                                     | 2130 kg                                                                                     | 2150 kg                                                                                     | 2096 kg                                                                                     |
| Kraftstoffverbrauch auf 100 km (kombiniert, nach EWG-Richtlinie): | 6,9 l Super                                                   | 6,9 l Super                                                   | 6,8 l Super                                                   | 6,8 l Super                                                   | 6,8 l Super                                                   | 7,4 l Super                                                   | 7,4 l Super                                                   | 7,4 l Super                                                   | 6,4–6,6 l Super                                                            | 6,4–6,6 l Super                                                            | 7,7 l Super                                                                | 7,1–7,3 l Super                                                            | 1,9 l Super                                                                                 | 0,9–1,0 l Super                                                                             | 2,0–2,1 l Super                                                                             | 2,0 l Super                                                                                 | 2,0–2,1 l Super                                                                             | 0,9–1,0 l Super                                                                             |
| CO2-Emission, kombiniert:                                         | 156 g/km                                                      | 156 g/km                                                      | 156 g/km                                                      | 154 g/km                                                      | 156 g/km                                                      | 169 g/km                                                      | 169 g/km                                                      | 169 g/km                                                      | 146–150 g/km                                                               | 146–150 g/km                                                               | 175 g/km                                                                   | 162–166 g/km                                                               | 43 g/km                                                                                     | 20–22 g/km                                                                                  | 47–49 g/km                                                                                  | 46 g/km                                                                                     | 47–49 g/km                                                                                  | 20–22 g/km                                                                                  |
| Abgasnorm nach EU-Klassifikation:                                 | Euro 6 (seit 03/2018: Euro 6d-TEMP)                           | Euro 6d-TEMP                                                  | Euro 6 (seit 03/2018: Euro 6d-TEMP)                           | Euro 6                                                        | Euro 6d-TEMP                                                  | Euro 6 (seit 03/2018: Euro 6d-TEMP)                           | Euro 6                                                        | Euro 6d-TEMP                                                  | Euro 6d                                                                    | Euro 6d                                                                    | Euro 6d                                                                    | Euro 6d                                                                    | Euro 6d                                                                                     | Euro 6d (seit 01/2024: Euro 6e)                                                             | Euro 6d-TEMP 2                                                                              | Euro 6                                                                                      | Euro 6d-TEMP 2                                                                              | Euro 6d (seit 01/2024: Euro 6e)                                                             |

#### Dieselmotoren
|                                                                   | D3 (AWD)                                                              | D4 (AWD)                                                              | B4 (AWD)                                                              | D4 (AWD) Polestar Performance                                         | D5 AWD                                                                | D5 AWD Polestar Performance                                           |
| ----------------------------------------------------------------- | --------------------------------------------------------------------- | --------------------------------------------------------------------- | --------------------------------------------------------------------- | --------------------------------------------------------------------- | --------------------------------------------------------------------- | --------------------------------------------------------------------- |
| Bauzeitraum:                                                      | 11/2016–06/2020                                                       | 09/2016–06/2020                                                       | 07/2020–03/2024                                                       | 10/2018–06/2020                                                       | 09/2016–10/2022                                                       | 10/2018–06/2020                                                       |
| Motortyp:                                                         | Vierzylinder-Dieselmotor in Reihenbauart und Common-Rail-Einspritzung | Vierzylinder-Dieselmotor in Reihenbauart und Common-Rail-Einspritzung | Vierzylinder-Dieselmotor in Reihenbauart und Common-Rail-Einspritzung | Vierzylinder-Dieselmotor in Reihenbauart und Common-Rail-Einspritzung | Vierzylinder-Dieselmotor in Reihenbauart und Common-Rail-Einspritzung | Vierzylinder-Dieselmotor in Reihenbauart und Common-Rail-Einspritzung |
| Motoraufladung:                                                   | Turbolader (Bi-Turbolader)                                            | Bi-Turbolader                                                         | Bi-Turbolader                                                         | Bi-Turbolader                                                         | Bi-Turbolader mit VTG                                                 | Bi-Turbolader mit VTG                                                 |
| Hubraum:                                                          | 1969 cm³                                                              | 1969 cm³                                                              | 1969 cm³                                                              | 1969 cm³                                                              | 1969 cm³                                                              |                                                                       |
| max. Leistung bei min−1:                                          | 110 kW (150 PS) bei 3750/min (110 kW (150 PS) bei 4250/min)           | 140 kW (190 PS) bei 4250/min                                          | 145 kW (197 PS) bei 4250/min                                          | 147 kW (200 PS) bei 4250/min                                          | 173 kW (235 PS) bei 4000/min                                          | 177 kW (240 PS) bei 4000/min                                          |
| max. Drehmoment bei min−1:                                        | 320 Nm bei 1750–3000/min (350 Nm bei 1500–2500/min)                   | 400 Nm bei 1750–2500/min                                              | 400 Nm bei 1750–2500/min                                              | 440 Nm bei 1750–2500/min                                              | 480 Nm bei 1750–2250/min                                              | 500 Nm bei 1750–2250/min                                              |
| Antriebsart, serienmäßig:                                         | Frontantrieb                                                          | Frontantrieb                                                          | Frontantrieb                                                          | Frontantrieb                                                          | Allradantrieb (AWD)                                                   | Allradantrieb (AWD)                                                   |
| Antriebsart, optional:                                            | (Allradantrieb (AWD), nur mit 8-Gang-Geartronic)                      | (Allradantrieb (AWD), nur mit 8-Gang-Geartronic)                      | (Allradantrieb (AWD), nur mit 8-Gang-Geartronic)                      | (Allradantrieb (AWD), nur mit 8-Gang-Geartronic)                      | —                                                                     | —                                                                     |
| Getriebe, serienmäßig:                                            | 6-Gang-Schaltgetriebe (8-Gang-Geartronic)                             | 6-Gang-Schaltgetriebe (8-Gang-Geartronic)                             | 8-Gang-Geartronic                                                     | 6-Gang-Schaltgetriebe (8-Gang-Geartronic)                             | 8-Gang-Geartronic                                                     | 8-Gang-Geartronic                                                     |
| Getriebe, optional:                                               | [6-Gang-Geartronic]                                                   | [8-Gang-Geartronic]                                                   | —                                                                     | [8-Gang-Geartronic]                                                   | —                                                                     | —                                                                     |
| Höchstgeschwindigkeit (*):                                        | 205 km/h 1                                                            | 225 km/h 1                                                            | 180 km/h                                                              | 225 km/h 1                                                            | 240 km/h 1                                                            | 240 km/h 1                                                            |
| Beschleunigung, 0–100 km/h:                                       | 10,2 s (10,5 s)                                                       | 8,5 s (8,7 s)                                                         | 8,5 s (8,7 s)                                                         | 8,5 s (8,7 s)                                                         | 7,2 s                                                                 | 7,2 s                                                                 |
| Leergewicht:                                                      | 1833 kg (1915 kg)                                                     | 1861 kg (1913 kg)                                                     | 1793 kg (1864 kg)                                                     | 1861 kg (1913 kg)                                                     | 1933 kg                                                               | 1933 kg                                                               |
| Kraftstoffverbrauch auf 100 km (kombiniert, nach EWG-Richtlinie): | 4,5 l Diesel (4,9 l Diesel)                                           | 4,5 l Diesel (4,9 l Diesel)                                           | 4,8 l Diesel (5,3 l Diesel)                                           | 4,5 l Diesel (4,9 l Diesel)                                           | 4,9 l Diesel                                                          | 4,9 l Diesel                                                          |
| CO2-Emission, kombiniert:                                         | 119 g/km (128 g/km)                                                   | 119 g/km (128 g/km)                                                   | 127 g/km (139 g/km)                                                   | 119 g/km (128 g/km)                                                   | 129 g/km                                                              | 129 g/km                                                              |
| Abgasnorm nach EU-Klassifikation:                                 | Euro 6 (seit 03/2018: Euro 6d-TEMP)                                   | Euro 6 (seit 03/2018: Euro 6d-TEMP)                                   | Euro 6d                                                               | Euro 6d-TEMP                                                          | Euro 6 (seit 03/2018: Euro 6d-TEMP) 3                                 | Euro 6d-TEMP                                                          |